# 奴尔莫合买提·沙提洛夫
奴尔莫合买提·沙提洛夫（1921年—？）维吾尔族，新疆伊犁人，中国人民解放军将领。

## 生平
1947年10月参加三区革命民族军。1950年加入中国共产党。1950年12月至1952年12月，任新疆军区政治部副主任。1952年12月至1954年10月，任中国人民解放军第五军副政委。1953年4月至1956年，任伊犁军区副政委。